# 1729 au Canada
Pour un article plus général, voir Chronologie du Canada.
Cet article traite des événements qui se sont produits durant l'année 1729 au Canada.

## Événements

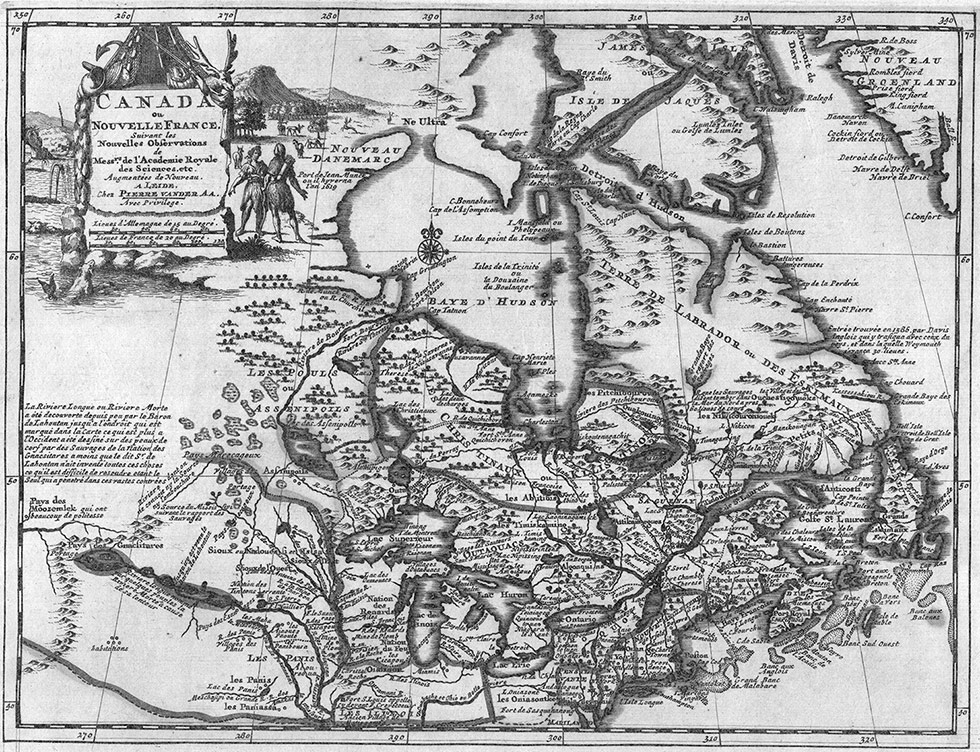
Nouvelle-France en 1729

### Nouvelle-France
- 2 mars : une ordonnance du roi réintroduit la monnaie de carte en Nouvelle-France[1]
- 8 mars : Gilles Hocquart est nommé par le roi de France commissaire-ordonnateur en Nouvelle-France[2]. Il assure à partir de septembre l'intendance intérimaire en Nouvelle-France.

- 21 août : arrivée de Pierre-Herman Dosquet qui est le coadjuteur de l'évêque de Québec Louis-François Duplessis de Mornay[3].

- 1er septembre : naufrage du navire L’Éléphant  à l'île aux Grues sur le Saint-Laurent[4]. Le navire qui emportait des personnalités importantes comme l'intendant intérimaire Gilles Hocquart n'a cependant aucune perte de vie.

- Octobre : des amérindiens Chippewas et Outaouais, alliés des français battent les Renards sur leur territoire[5].
- Acquisition de la seigneurie du Grand-Pabos par Jean-François Lefebvre de Bellefeuille. Cette seigneurie fut la seule habitée en permanence en Gaspésie durant le régime français. L'activité principale était la pêche.

### Possessions anglaises
- 14 mai : Henry Osborn est nommé gouverneur de Terre-Neuve[6].

## Naissances
- 7 janvier : Jean-Nicolas Desandrouins, ingénieur militaire († 11 décembre 1792).
- 9 mai : Charles Michel de Langlade, commerçant de fourrure et militaire († 26 juillet 1801).
- 12 juin : Jean-Baptiste Curatteau, prêtre et éducateur († 11 février 1790).
- 18 juillet : Charles d'Youville Dufrost, prêtre († 7 mars 1790).
- Thomas Dunn, homme d'affaires et gouverneur du Canada († 15 avril 1818).

## Décès
- 4 juin : Pierre Robineau de Bécancour, militaire, seigneur et grand voyer de la Nouvelle-France (° 1654).
- 7 juin : Charles II Le Moyne, militaire et politicien (° 10 décembre 1656).
- 5 juillet : Gédéon de Catalogne, cartographe (° 1662).
- Léonard Paillé, Charpentier de moulins (° 1647).